# Enric Gallego
Enric Gallego Puigsech (ur. 12 września 1986 w Barcelonie) – hiszpański piłkarz występujący na pozycji napastnika w Getafe CF.